# ساتیک هاخنازاریان
ساتیک تسولاکی هاخنازاریان (ارمنی: Սաթիկ Ցոլակի Հախնազարյան؛ انگلیسی: Satik Hakhnazaryan؛ ۱۱ ژوئیهٔ ۱۹۶۶) یک بازیگر اهل ارمنستان بود. وی از سال میلادی مشغول به فعالیت می‌باشد.

## زندگی‌نامه
وی در ۱۱ ژوئیه ۱۹۶۶ در نالباندیان به دنیا آمد و از انستیتو دولتی هنری و نمایشی ایروان فارغ‌التحصیل شد. وی همچنین برندهٔ جوایزی همچون هنرمند افتخاری جمهوری ارمنستان (۲۰۱۶) و بهترین بازیگر نقش دوم زن جوایز آرتاوازد (۲۰۱۹) شده است.

## گزیده فیلمشناسی
از فیلم‌ها یا برنامه‌های تلویزیونی که وی در آن نقش داشته است می‌توان به تئوانیک (۲۰۱۴)، وروگایت (۲۰۱۵) اشاره کرد.